# Belleville (Ródano)
Belleville foi uma comuna francesa na região administrativa de Auvérnia-Ródano-Alpes, no departamento de Ródano. Estendia-se por uma área de 10,42 km². Em 2010 a comuna tinha 13 330 habitantes (densidade: 1 279,3 hab./km²).
Belleville é, de maneira coloquial, às vezes chamada de Belleville-sur-Saône, mas o nome oficial adotado pelo Código Oficial Geográfico do INSEE é Belleville. A denominação Belleville-en-Beaujolais também chegou a ser cogitada.
Em 1 de janeiro de 2019, passou a formar parte da nova comuna de Belleville-en-Beaujolais.